# Beitelmauerwerk

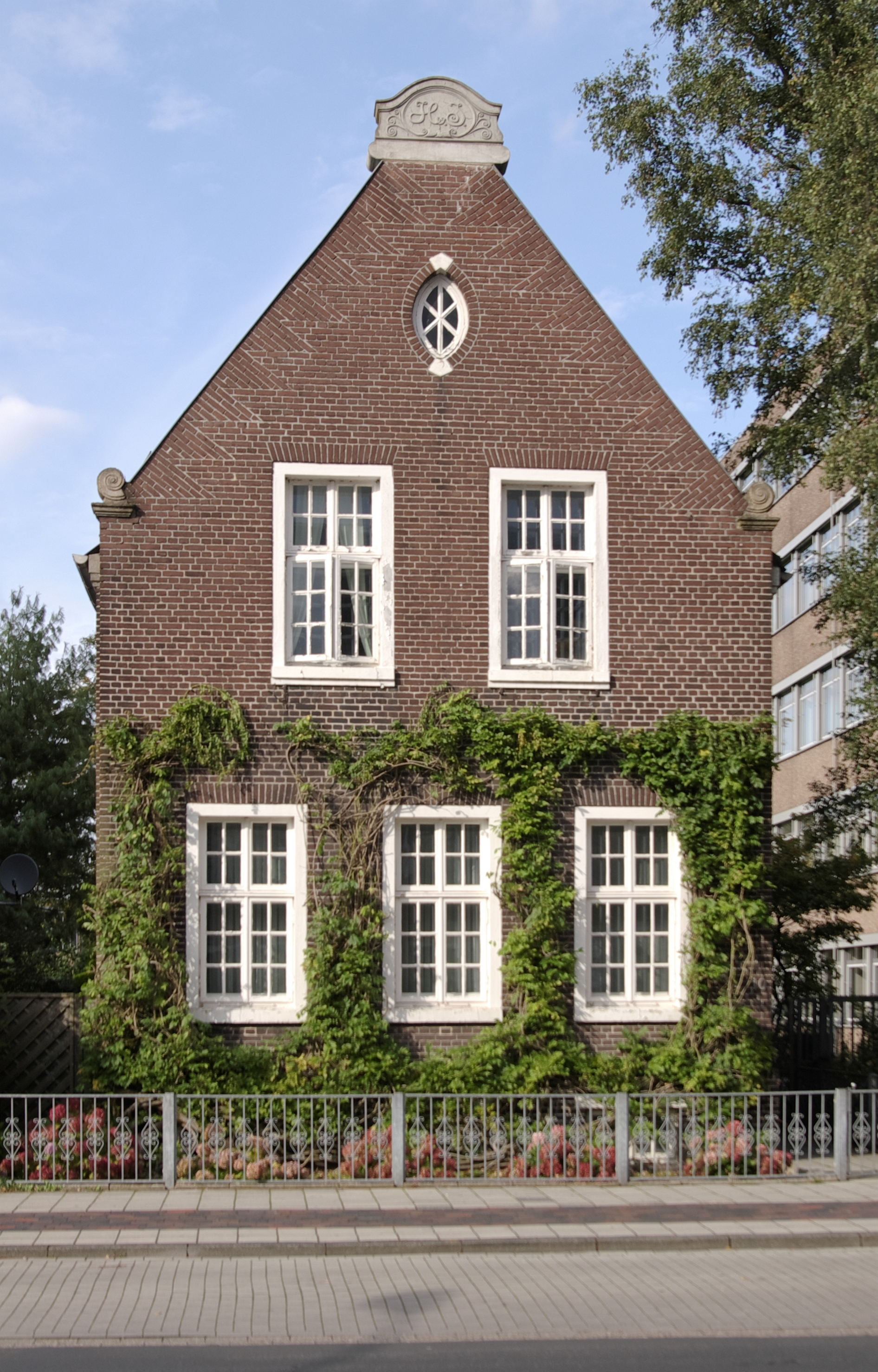
Giebel mit Beitelmauerwerk

Beitelmauerwerk (auch Beitelmauerung) ist eine Art des Ziermauerwerks an Dreiecksgiebeln.

## Beschreibung
Das Beitelmauerwerk besteht bei Fassaden aus Sichtbacksteinmauerwerk am Ortgang aus gemauerten Dreiecken, die rechtwinklig zur Dachneigung angeordnet sind. Die Läuferreihen der Dreiecke stoßen daher im schrägen Winkel auf die horizontalen Lagerfugen der Giebelscheibe. 

## Funktion und Geschichte
Beitelmauerwerk ist vor allem an Giebelfassaden in Ostfriesland und Nordfriesland bekannt und wurde dort vom 16. bis Ende des 19. Jahrhunderts verwendet. Es soll neben der Gliederung und Verzierung des Giebels auch dem Schutz des Ortgangs gegen eindringendes Wasser gedient haben.
Beitelmauerwerk tritt auch bei traditionellen holländischen Bauten auf sowie bereits bei deren barocken Nachbauten in Potsdam im Holländischen Etablissement.